# بندر شهید باهنر
بندر شهید باهنر یکی از بندرهای چندمنظوره استان هرمزگان و جزو بندرهای فعال و قدیمی ایران محسوب می‌شود که در شهر بندرعباس قرار دارد. این بندر سومین بندر ترانزیتی ایران و دومین بندر بزرگ استان هرمزگان است که در امور صادرات کالای غیرنفتی، حمل‌ونقل کالا و حمل‌ونقل مسافری داخلی و بین‌المللی فعالیت دارد.
این بندر ۵۰ساله دارای ۱۲ پست اسکله است و موقعیت دسترسی به آب‌های آزاد، نزدیکی به کشورهای جنوب خلیج فارس، اتصال به کریدور شمال- جنوب از طریق شبکه بین‌المللی جاده‌ای و همچنین آبخور مناسب برای پهلوگیری انواع شناور از مزیت‌های آن محسوب می‌شود.
این بندر تا پیش ایجاد مجتمع بندری شهید رجایی، تنها بندر اصلی بندرعباس بوده و به لحاظ این که در محدوده این شهر قرار دارد، همه‌روزه پذیرای تعداد زیادی گردشگر و مسافر بوده و حجم قابل‌توجهی از تجارت بندرعباس وابسته به فعالیت این بندر است.

## تاریخچه
در سال ۱۳۳۴ در حین بررسی محل مناسب برای ایجاد اسکلهٔ جدید بندرعباس، کارشناسان خورچلو در منطقه سورو (غرب شهر بندرعباس) را با توجه به عوامل طبیعی و تاریخی به‌عنوان موقعیت مناسب برای احداث اولین اسکلهٔ مدرن بندرعباس در نظر گرفتند.
آغاز به ساخت این اسکله ۱۲سال بعد در آبان سال ۱۳۴۶ آغاز شد. این اسکله در ابتدا و تا چندین سال به‌نام «اسکلهٔ سورو» یا «اسکلهٔ جدید» خوانده می‌شد. پس از انقلاب با تصویب هیئت وزیران در جلسه مورخ ۱۳۶۳/۸/۹ بنا به پیشنهاد وزارت راه و ترابری نام اسکله قدیمی بندرعباس به «بندر شهیدباهنر» تغییر یافت.
در دههٔ ۱۳۵۰ و ۱۳۶۰ خورشیدی، بندر شهید باهنر پس از بندر خرمشهر فعال‌ترین و بزرگ‌ترین بندر تجاری کشور بود و فعالیت سالانه آن به ۸میلیون تن می‌رسید.

## موقعیت امروز
بندر شهید باهنر اکنون سالانه ظرفیت ۲/۵میلیون تن کالا دارد و از امکان پهلوگیری کشتی‌هایی با ظرفیت ۴۰ هزار تن و آبخور ۱۱/۵متر برخوردار است.
این بندر دارای ۱۲ پست اسکله است و دسترسی به آب‌های آزاد، نزدیکی به کشورهای جنوب خلیج فارس، اتصال به کریدور شمال- جنوب از راه شبکه بین‌المللی جاده‌ای و همچنین آبخور مناسب برای پهلوگیری انواع شناورها هم از مزیت‌های آن است.
بندر شهید باهنر در سال ۱۳۹۹، با تناژ ۷۴۵ هزار و ۸۴۱ تن رتبهٔ اول در صادرات محصولات کشاورزی را به ثبت رسانده است. همچنین صادرات کالاهای نفتی ۲۱درصد و صادرات کالاهای غیرنفتی هم ۱۸ درصد رشد را نسبت به مدت مشابه در سال قبل نشان داده‌اند.
در مهرماه سال ۱۳۹۵ خط مسافری بندر عباس به بندر خصب و همچنین خط تجاری بندر شهید باهنر به بندر شناص عمان با حضور جمعی از مقامات دو کشور راه‌اندازی شد.